# Lixophaga clausa
Lixophaga clausa là một loài ruồi trong họ Tachinidae.